# Boissevain
Boissevain is een Nederlandse familie waarvan de stamboom is opgenomen in het genealogisch naslagwerk Nederland's Patriciaat.
De Boissevains zijn hugenoten, oorspronkelijk afkomstig uit de Dordogne in Frankrijk.
Lucas Bouyssavy (1660-1705) geldt als de stamvader van de hedendaagse Boissevains. Lucas verkocht op 22 juli 1685 zijn helft van het voorvaderlijk erfgoed te Couze aan zijn broer Jean. Op 4 december 1687 maakt hij te Bergerac zijn testament op. Vanwege de geloofsvervolgingen door de katholieken ten opzichte van de protestanten wijkt hij eerst uit naar Bordeaux en daarna naar Amsterdam. Daar vestigt hij zich omstreeks 1691 onder de naam Boissevain. Alle dragers van deze naam, waar ook ter wereld, stammen van deze Lucas af.
Bij de Boissevains valt de grote omvang van de familie op en de enorme verscheidenheid in activiteiten op economisch, sociaal, wetenschappelijk, bestuurlijk en kunstzinnig vlak, die de familie kleur geeft. In de loop van de generaties spreidt de familie zich verder uit over de rest van Nederland en Europa.
Adolphe Boissevain (1843-1921) bouwde een grote reputatie in de Verenigde Staten op als financier van bedrijven. Bekend is een aantal spoorwegen, onder andere de trans-Canadese Canadian Pacific Railways. Aan deze spoorlijn ligt in Manitoba het naar hem genoemde stadje Boissevain.
Daniël Boissevain (1856-1929) draagt bij aan de verspreiding van de familie over Noord-Amerika, terwijl bijvoorbeeld Willem Frederik Lamoraal Boissevain (1852-1919) zorgt voor een krachtige aanwezigheid van de familie in Nederlands-Indië.

## Wapen
Het wapen van de Boissevains is een zilveren schild met drie piramidevormige groene buksbomen, naast elkaar in de grond geplant.
De oudst bekende zegelafdrukken zijn uit het tweede kwart van de negentiende eeuw en tonen een gedeeld wapen. Aan de ene zijde is het wapen van de familie Retemeyer te zien met een zilveren anker waarboven twee gouden sterren en aan de andere kant het wapen van de Boissevains.
De wapenspreuk luidt in het Frans: Ni regret du passé, ni peur de l'avenir (Geen spijt van het verleden, noch angst voor de toekomst).

## Enkele telgen
- Daniël Boissevain (1772-1834)
  - Gideon Jérémie Boissevain (1796-1875)
    - Jan Boissevain (1836-1904), reder en oprichter Stoomvaart Maatschappij Nederland
      -  Elisabeth Antonia Boissevain (1864-1906), directrice eerste school voor maatschappelijk werk
      - Charles Daniël Boissevain (1866-1944)
        - Jan Boissevain (1895-1945), getrouwd met Mies Boissevain-van Lennep (1896-1965), verzetsheldin
          - Janka Boissevain (1921-1943), verzetsstrijder
          - Gideon Boissevain (1922-1943), verzetsstrijder

        - Gideon Walrave Boissevain (1897-1985), ambassadeur
          - Willem Geoffrey Boissevain (1927), kunstschilder
          - Serge Alexandre Boissevain (1947), kunsthandelaar; trouwde in 1978 met Henrietta Louise Marie barones Bentinck van Schoonheten (1949), lid van de familie Bentinck, dochter van Gabrielle baronesse Thyssen-Bornemisza (1915) en daarmee kleindochter van industrieel en kunstverzamelaar Heinrich Thyssen (1875-1947)

      - Walrave Boissevain (1876-1944), Tweede Kamerlid
      - Maria Boissevain (1878-1959), malacologe en voorvechtster van het vrouwenkiesrecht

    - Charles Boissevain (1842-1927), journalist en directeur van het Handelsblad
      - Inez Milholland Boissevain (1896-1916), strijdster voor vrouwenrechten
      - Edna St. Vincent Millay Boissevain (1892-1950), dichteres

  - Daniël Boissevain (1804-1878)
    - Athanase Adolphe Henri Boissevain (1843-1921), bankier die bedrijven en spoorwegen financierde

  - Eduard Constantin Boissevain (1810-1885)
    - Willem Boissevain (1849-1925), effectencommissionair
      - Cecilia Louise Boissevain (1875-1944), naaldkunstenares
      - Barthold Hubert Boissevain (1890-1965), kunstschilder, heraldicus en amateur-genealoog
      - Daniël Willem Boissevain (1892-1984), lid firma Boissevain & Altona en chairman firma The Merchant Adventurers Ltd. te Londen
        - Paul Boissevain (1922-2014), architect Boissevain & Osmond (won 3e plaats bij prijsvraag ontwerp Sydney Opera House)[1]

      - Gustaaf Adolph Lucas Boissevain (1894-1980), ondernemer
        - Willem Boissevain (1922-2007)
          - Victor François Boissevain (1956), kunstenaar

        - Guus Boissevain (1929-2008), kunstenaar
          - Daniël Boissevain (1969), acteur
            - Robin Boissevain (1996), acteur
- Henri Jean Boissevain (1777-1823)
  - Jean Henrij Guillaume Boissevain (1817-1870), jurist en publicist
    - Willem Frederik Lamoraal Boissevain (1852-1919), Nederlands koloniaal ambtenaar